# Озёрки (Чердаклинский район)
Озёрки — село в Чердаклинском районе Ульяновской области России. Административный центр Озёрское сельское поселение (Ульяновская область). Село расположено в 18 км от райцентра Чердаклы.

## История
Озёрки основано служилыми людьми в 60-х годах XVII века при строительстве Закамской засечной черты.
При строительстве Озёрок была построена Архангельская церковь, а село стало называться — Архангельское.
В 1708 году село вошло в состав Казанского уезда Казанской губернии (1708—1781).
В 1719 году, когда отпала значимость Закамской засечной черты, служилые люди перешли в разряд однодворцев.
В 1780 году, при создании Симбирского наместничества, село Архангельское, Озёрки тож вошло в состав Ставропольского уезда, в 1796 году — в Симбирской губернии.
В 1787 году в Озёрках,  на средства прихожан, была построена деревянная с такой же колокольней Церковь Михаила Архангела. Престол в нём в честь Архистратига Божия Михаила, с пределами в честь Успения Пресвятой Богородицы и тихвинского образа Божией матери. Просуществовав до 1846 года, из-за ветхости она была закрыта. В 1857 году, надворной советницей К. И. Лазаревой, была отстроена вновь и освящена иерейским чином «однопрестольная, деревянная, холодная, на каменном фундаменте с таковою же колокольнею» церковь во имя Святого Михаила Архистратига на 800 человек.  

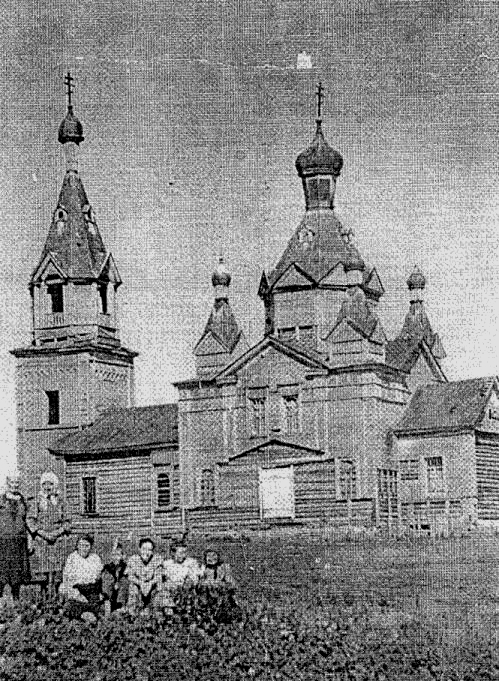
Церковь Михаила Архангела (старая).

В 1789 году была построена Николаевская церковь. Однопрестольная, здание и колокольня деревянные. Из-за ветхости была закрыта и в 1873 году на средства прихожан была построена новая церковь, тёплая однопрестольная деревянная церковь во имя святителя и чудотворца Николая на 300 человек. 
В 1845 году озёрские крестьяне, принадлежащие помещику Бабкину А.А., переселяются поближе к своим земельным наделам и основывают Камышовские выселки (ныне с. Камышовка).
В 1851 году село вошло в состав Ставропольского уезда Самарской губернии.
В 1861 году село вошло во 2-й стан Ставропольского уезда Самарской губернии и стало волостным центром.
Из-за того, что в уезде было много селений с названием Архангельское, то к концу XIX века за селом окончательно закрепилось название Озёрки.
В 1905 году при храме святителя Николая был основан штаб эсеров, состоящий из учителей, борющихся против властей. За прокламации по Указу царя Николая II церковь закрыли, а в 1926 году разобрали и перевезли в село Старое Ерёмкино, построив из брёвен здание школы.
В 1918 году был создан сельсовет.
В 1928 году село вошло в состав Чердаклинского района Ульяновского округа Средне-Волжского края.
В 1930 году были созданы три колхоза: имени Сталина, имени Ворошилова и Путь Пролетариата, в 1963 году переименованы в совхоз имени XXII съезда КПСС.
В 1934 году по инициативе местных властей было проведено собрание жителей села Озёрки по вопросу принятия решения о прекращении в храме всяческих богослужений с дальнейшей его ликвидацией. Положительное для местных властей решение было поддержано ходатайством райисполкома и Постановлением Президиума Куйбышевского Крайисполкома в 1936 году храм был закрыт. На основании директив съезда ВКП(б) в целях реализации пятилетних планов по коллективизации и увеличению сборов зерна здание церкви было передано колхозу под зернохранилище.
В 1943 году село вошло в состав Ульяновской области.
В 1969 году при реконструкции села под подсобное хозяйство Димитровградского НИИАРа, храм был полностью разобран и распределен в качестве стройматериала работникам хозяйства.
С 1995 года организаторскими трудами Валентины Михайловны Лизуновой, при посредничестве генерального директора ЗАО «Озёрки» Евгения Букарова, произведены приём-передача и начались работы по реконструкции здания бывшего совхозного магазина под молитвенный дом. 30 марта 1997 года состоялась первая Божественная Литургия по освящении иерейским чином молитвенного дома в храм святого Архистратига Божия Михаила.
В 2005 году Озёрки стали административным центром Озёрского сельского поселения (Ульяновская область).
В селе действует ООО «КФХ Возрождение», племенное хозяйство (Чёрно-пёстрая порода), производство молока.

## Население
| Год  | Число дворов | Число жителей | Примечания                                                                        |
| ---- | ------------ | ------------- | --------------------------------------------------------------------------------- |
| 1780 |              | 598           | Ревизских душ: однодворцев — 54, помещичьих крестьян — 544.                       |
| 1859 | 252          | 2215          | Две церкви, базар.                                                                |
| 1889 | 406          | 2665          |                                                                                   |
| 1900 | 435          | 2275          | 2 церкви, земская школа, 2 церковно-приходские школы, волостное правление, базар. |
| 1910 | 470          | 2300          | 2 церкви, зем. шк., .базаръ; 12 вѣтр. мел., Вол. Прав, завед. военно-конск. уч.   |

| 1859 | 1889  | 1897  | 1910  | 2010  |
| ---- | ----- | ----- | ----- | ----- |
| 2215 | ↗2665 | ↘2316 | ↘2300 | ↘1680 |

## Люди связанные с селом
- Здесь учился советский писатель, автор повестей «Андрон Непутёвый», «Ташкент — город хлебный», «Гуси-лебеди» и других — Неверов Александр Сергеевич[18].
- Комаров Федот Емельянович — русский советский писатель, родился в селе[19][20].
- Салеев Николай Петрович — советский государственный и политический деятель. Министр культуры Латвийской ССР. Родился в селе[21][22].
- Салеев Степан Петрович — участник ВОВ, служил на легендарном гвардейском «Малом охотнике» СКА-065. Многолетний председатель сельсовета[22].
- Будилин Иван Михайлович — Герой Советского Союза (1943), работал агрономом в селе[23].
- Собиратель и знаток русского фольклора Д. Н. Садовников услышанный им в селе Озерки историю, после чего появилась одна из лучших его поэм «Попутный ветер. Народная сказка»[24].
- В селе неоднократно бывал Л. Р. Шейнин — советский юрист, прокурор, писатель и киносценарист[22].

## Достопримечательности
- Памятник погибшим воинам-озёрцам в Великой Отечественной войне (1982 г.)[25].
- В 1985 г., по инициативе директора Озёрской школы Дворянинова Александра Федоровича, около памятника был заложен парк в честь 40-летия Победы в Великой Отечественной войне. Большую помощь в создании этого парка оказала администрация совхоза имени XXII съезда КПСС[25].
- Храм Собора архистратига Михаила и прочих Небесных Сил бесплотных[26][27].

## Улицы
мкрн. 1-й, ул. Ворошиловская, ул. ГРС, ул. Дальняя, ул. Звездная, Звездный пер., ул. Кооперативная, ул. Нагорная, ул. Неверова, ул. Новая, ул. Подстанция, ул. Пролетарская, ул. Советская, ул. Солнечная, ул. Центральная, ул. Школьная.

## Транспорт
Стоит на федеральной трассе Р178, на участке от Ульяновска и до границы Ульяновской и Самарской областей, имеющим статус межрегиональной и обозначение 73Р-178